# Міддлтаун (Меріленд)
Міддлтаун (англ. Middletown) — місто (англ. town) в США, в окрузі Фредерік штату Меріленд. Населення — 4943 особи (2020).

## Географія
Міддлтаун розташований за координатами 39°26′25″ пн. ш. 77°32′8″ зх. д. / 39.44028° пн. ш. 77.53556° зх. д. (39.440253, -77.535522).  За даними Бюро перепису населення США в 2010 році місто мало площу 4,50 км², з яких 4,49 км² — суходіл та 0,01 км² — водойми. В 2017 році площа становила 5,12 км², з яких 5,11 км² — суходіл та 0,01 км² — водойми.

## Демографія
Згідно з переписом 2010 року, у місті мешкало 4136 осіб у 1484 домогосподарствах у складі 1166 родин. Густота населення становила 918 осіб/км².  Було 1569 помешкань (348/км²).
Расовий склад населення:
| - 91,9 % — білих - 2,8 % — чорних або афроамериканців - 2,8 % — азіатів - 0,3 % — корінних американців - 0,1 % — вихідців з тихоокеанських островів |

До двох чи більше рас належало 1,6 %. Частка іспаномовних становила 3,1 % від усіх жителів.
За віковим діапазоном населення розподілялося таким чином: 29,9 % — особи молодші 18 років, 59,5 % — особи у віці 18—64 років, 10,6 % — особи у віці 65 років та старші. Медіана віку мешканця становила 39,6 року. На 100 осіб жіночої статі у місті припадало 95,2 чоловіків;  на 100 жінок у віці від 18 років та старших — 91,2 чоловіків також старших 18 років.
Середній дохід на одне домашнє господарство  становив 130 491 долар США (медіана — 121 314), а середній дохід на одну сім'ю — 140 022 долари (медіана — 128 218). Медіана доходів становила 106 563 долари для чоловіків та 56 382 долари для жінок. За межею бідності перебувало 0,6 % осіб, у тому числі 1,1 % дітей у віці до 18 років та 0,0 % осіб у віці 65 років та старших.
Цивільне працевлаштоване населення становило 2286 осіб. Основні галузі зайнятості: освіта, охорона здоров'я та соціальна допомога — 26,3 %, науковці, спеціалісти, менеджери — 16,5 %, роздрібна торгівля — 10,7 %, публічна адміністрація — 9,5 %.